# ジョー・ドゥラムリア
ジョー・ドゥラムリア（Joe DeLamielleure [dəˌlɑːməˈlɔːr] də-LAH-mə-LOR 1951年3月16日- ）はミシガン州デトロイト出身のアメリカンフットボール選手。ポジションはガード。

## 経歴
ミシガン州立大学時代、オールアメリカンに選ばれた。
1973年のNFLドラフト1巡でバッファロー・ビルズに指名されて入団、1年目から活躍しオールルーキーに選ばれた。不整脈を起こしたが大事には至らず、1973年、ビルズのランオフェンスは獲得ヤード、平均獲得ヤード、タッチダウンでNFLトップとなった。この年のビルズはランで3,088ヤードを獲得しており、これは14試合でのNFL記録であり、現在も更新されていない。16試合制となった後も、1978年のニューイングランド・ペイトリオッツしかこの記録を超えていない。
この年、彼はエレクトリック・カンパニーと呼ばれたビルズのオフェンシブラインの一員としてO・J・シンプソンによるNFL初のシーズン2,000ヤードラッシュに貢献した。シンプソンは4つのカテゴリでNFLトップの数字を残した。ドゥラムリアはキックオフリターンチームとしても起用され、ウォレス・フランシスの2度のリターンTDを助けた。
1974年、ビルズは9勝5敗でプレーオフに進出、彼はオールプロセカンドチームに選ばれた。
1975年、ビルズのオフェンスはトータル獲得ヤード、ラン獲得ヤード、ラン平均獲得ヤード、得点、タッチダウン、タッチダウンパスなど11のカテゴリでNFLトップとなり8勝6敗の成績を残した。ドゥラムリアらオフェンシブラインもAFC最少サックしか相手に許さなかった。この年オールプロファーストチームに選ばれた。シンプソンはこの年も4つのカテゴリでNFLトップの数字をあげた。この年NFL選手会より最優秀オフェンシブラインマンに選ばれた。
1976年、ドゥラムリアは2年連続でオールプロファーストチームに選ばれた。シンプソンがリーディングラッシャーとなっている。
1977年、シンプソンがシーズン半ばに負傷したことから、ビルズはパス獲得ヤード、パス試投でNFLトップとなった。この年フォレスト・グレッグ賞を受賞している。
1978年、シンプソンがトレードで放出されたものの、テリー・ミラーがランでNFL9位の成績をおさめた。
1980年、クリーブランド・ブラウンズにトレードされて、他の選手とともにNFL最少のサック%しか許さず、この年4000ヤード以上を投げてシーズンMVPに選ばれたブライアン・サイプを守り、マイク・プルイットが1,000ヤードラッシャーとなるのを助けた。
シーズン2000ヤードラッシャーとシーズン4000ヤードパサーを支えた選手であり、彼の後にもジャッキー・スレイター、ダグ・スミス、アーブ・パンキー、ケビン・グローバー、トム・ネイレンしかこの記録は達成していない。
ブラウンズでは5シーズン全試合に出場、1985年にビルズに復帰、その年で現役生活を終えた。
1975年から1980年まで6年連続でプロボウルに選ばれた。またNFL1970年代オールディケイドチームに選ばれている。
2003年にプロフットボール殿堂入りを果たしている。

## 人物
- 1975年、NFL選手会の腕相撲大会でAFCチャンピオンになった（NFCのエド・ホワイトに敗れた。）。
- 1978年、NFL選手会のラケットボールチャンピオンになった。1979年にもAFCチャンピオンになった（ラファエル・セプティエンに敗れた。）。
- 1982年、NFL選手の最強の男決定戦に出場した。彼の他にはライル・アルゼイド、ジョン・マツザック、マイク・ウェブスター、スティーブ・ファーネス、カート・マーシュ、ボブ・ヤングが出場している。
- 58歳となった2009年4月から5月にかけて、チャリティのため、自転車で18日間にわたりミシガン州立大学からメキシコのマタモロス2,000マイル（約3,200km）を完走した[3]。
- 2012年7月9日に行われるAAAのオールスターゲームのホームランダービーに出場した[4]。